# HD 190360 c
HD 190360 c (Глизе 777 c) — вторая обнаруженная экзопланета в планетной системе звезды HD 190360, расположена в 52 световых годах в созвездии Лебедя. 
Была обнаружена в июне 2005 года методом Доплера. Минимальная масса в 18 раз больше Земли, планета относится к классу холодных юпитеров.